# 胡威威
胡 威威（こ いい、ピン音:Hu Weiwei, 1993年3月3日 - ）は、中華人民共和国・広東省五華県出身のサッカー選手。中国サッカー・スーパーリーグ・青島中能所属。ポジションはフォワード。

## 来歴

### クラブ

#### 広州恒大
2013年、移籍金は発生しないで東莞南城から広州恒大へ完全移籍した。

## 所属クラブ
ユース経歴
- Mingyu Football School
- 東莞南城足球倶楽部

プロ経歴
- 2011年 - 2012年  東莞南城足球倶楽部
- 2013年 - 2014年  広州恒大足球倶楽部
- 2015年 -  青島中能足球倶楽部

## タイトル

### クラブ
広州恒大
- AFCチャンピオンズリーグ：2013
- 中国サッカー・超級リーグ：2013, 2014